# Jaroslav Tůma
Jaroslav Tůma (Praga, 16 ottobre 1956) è un organista ceco.

## Biografia
Jaroslav Tůma è professore di organo e improvvisazione presso l'Accademia 
Superiore delle Arti di Praga nonché vincitore di numerosi concorsi
internazionali tra cui Linz, Praga, Lipsia, Haarlem e Norimberga. Dal 1990 al 1993 ha eseguito tutta l'opera per tastiera di J. S. Bach.